# Mauricio Tévez
 (mai 2024).
Si vous disposez d'ouvrages ou d'articles de référence ou si vous connaissez des sites web de qualité traitant du thème abordé ici, merci de compléter l'article en donnant les références utiles à sa vérifiabilité et en les liant à la section « Notes et références ».
Mauricio Tévez , né le 31 juillet 1996 à Rosario, est un footballeur argentin qui évolue au poste d'attaquant. Dans sa jeunesse, alors qu'il évoluait encore dans le club argentin de Newell's Old Boys, il était comparé à Lionel Messi en raison de sa nationalité, de son style de jeu et de sa technique hors pair qui rappelait la Pulga. En tant que grand espoir du football argentin, il aspirait à une grande carrière internationale. 

## Biographie
Il réalise ses débuts dans le championnat d'Argentine le 10 août 2014, contre le CA Boca Juniors, lors d'un match à l'extérieur clôturé sur le score de 0-1 en faveur de Newell's Old Boys. Il inscrit le but victorieux permettant à son équipe de s'imposer dans cette difficile rencontre. Malgré un adversaire coriace, il a su montrer dès son premier match l'étendue de son talent, s'offrant ainsi une place importante au sein de son club. 